# Tatra 603
O Tatra 603 é um grande carro de luxo de motor traseiro refrigerado a ar produzido pela checoslovaca Tatra entre 1956 e 1975. Foi uma continuação da série de sedans da Tatra iniciados pelo Tatra 77. Na Checoslováquia socialista, somente altos funcionários do partido e chefes de fábricas foram levados por um 603. O carro também foi exportado para vários países.

## Galeria

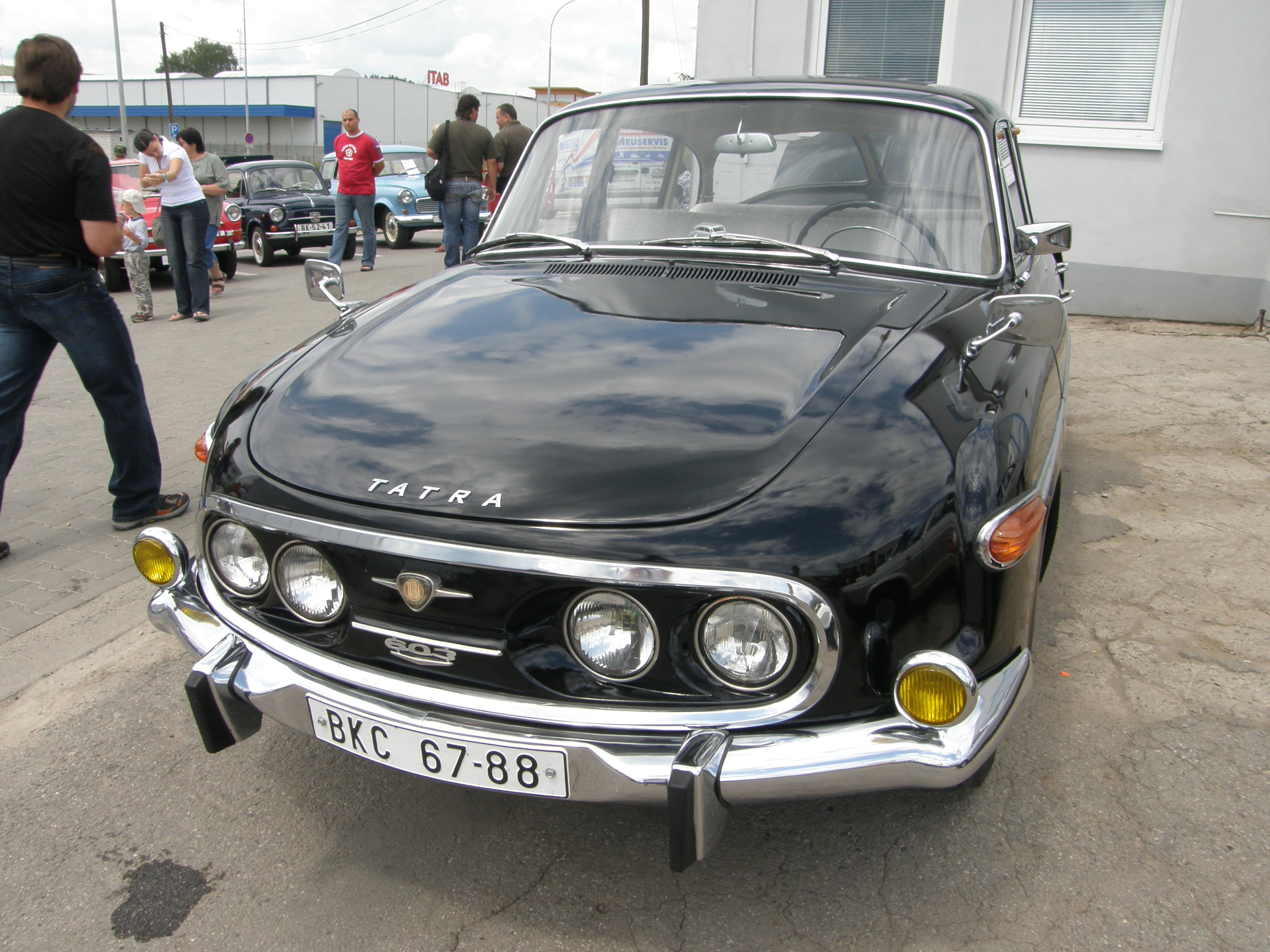
Tatra 603/3
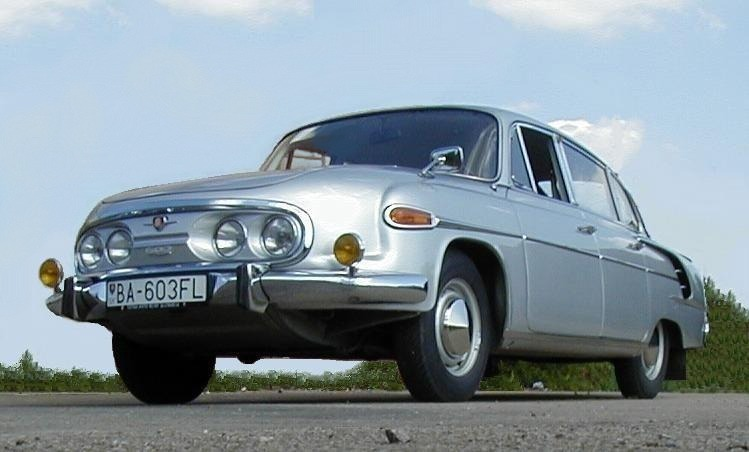
Tatra 603/2
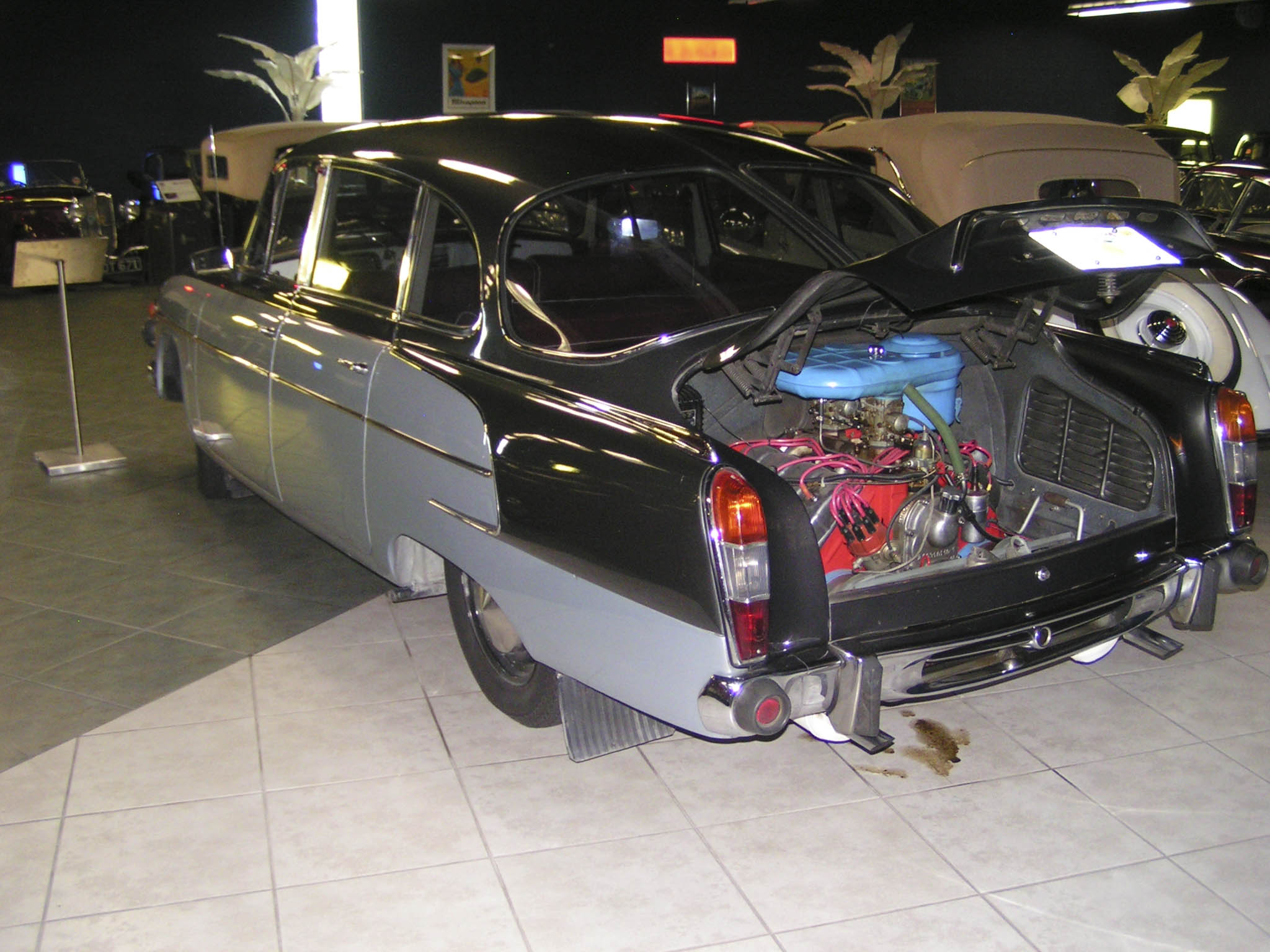
Tatra 603/2, visão traseira
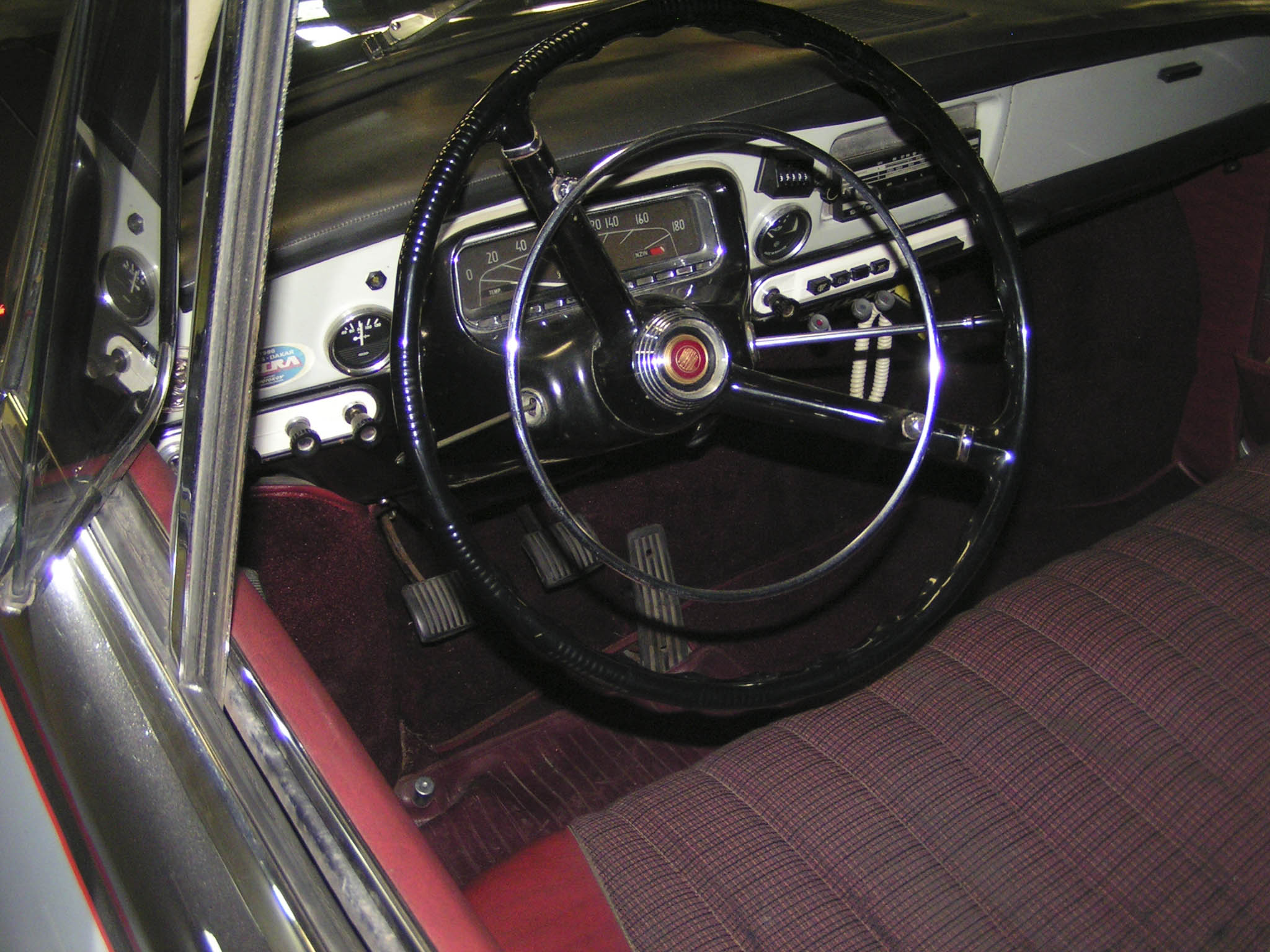
No interior de um 603/2
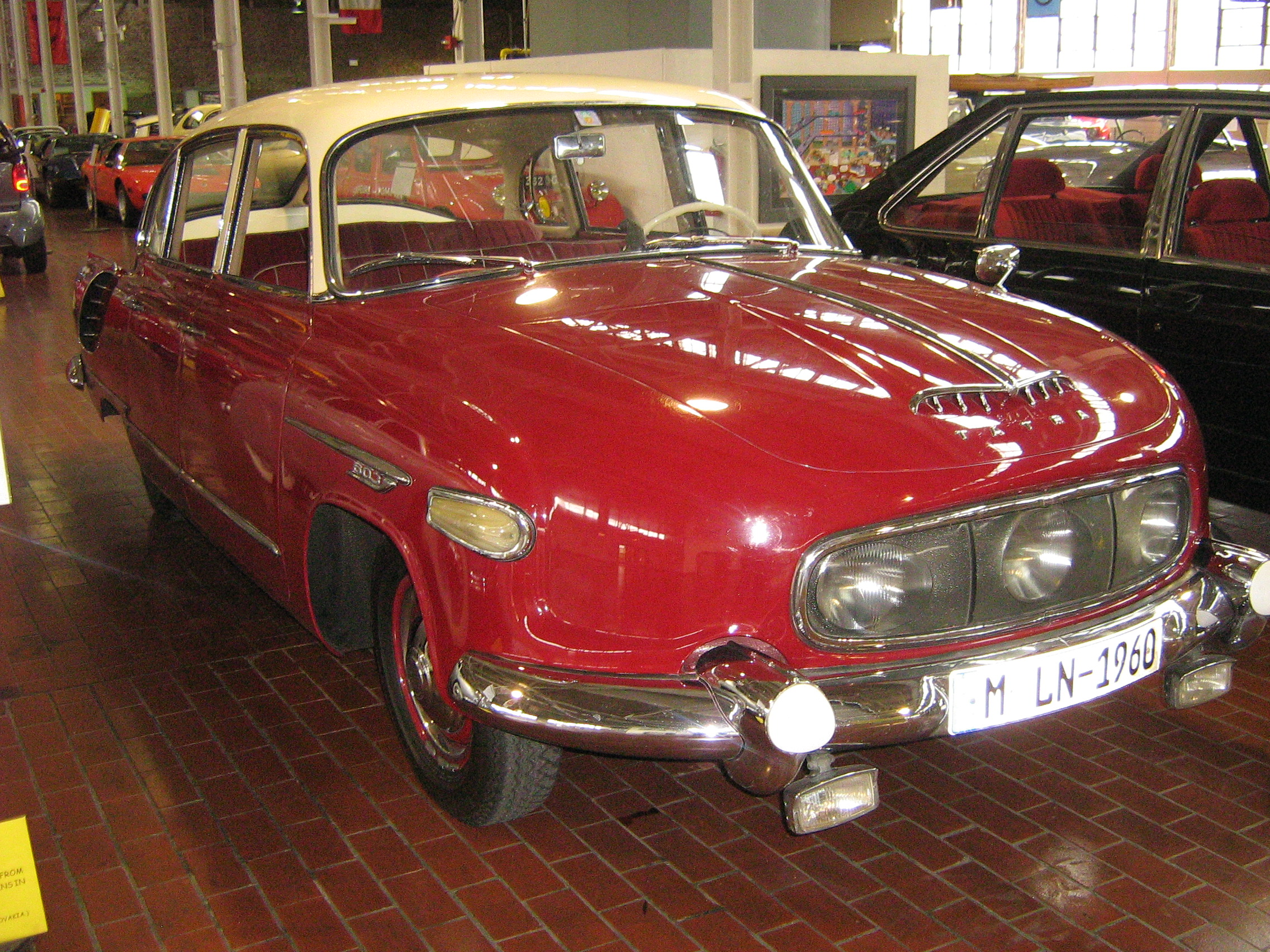
Tatra 603/1
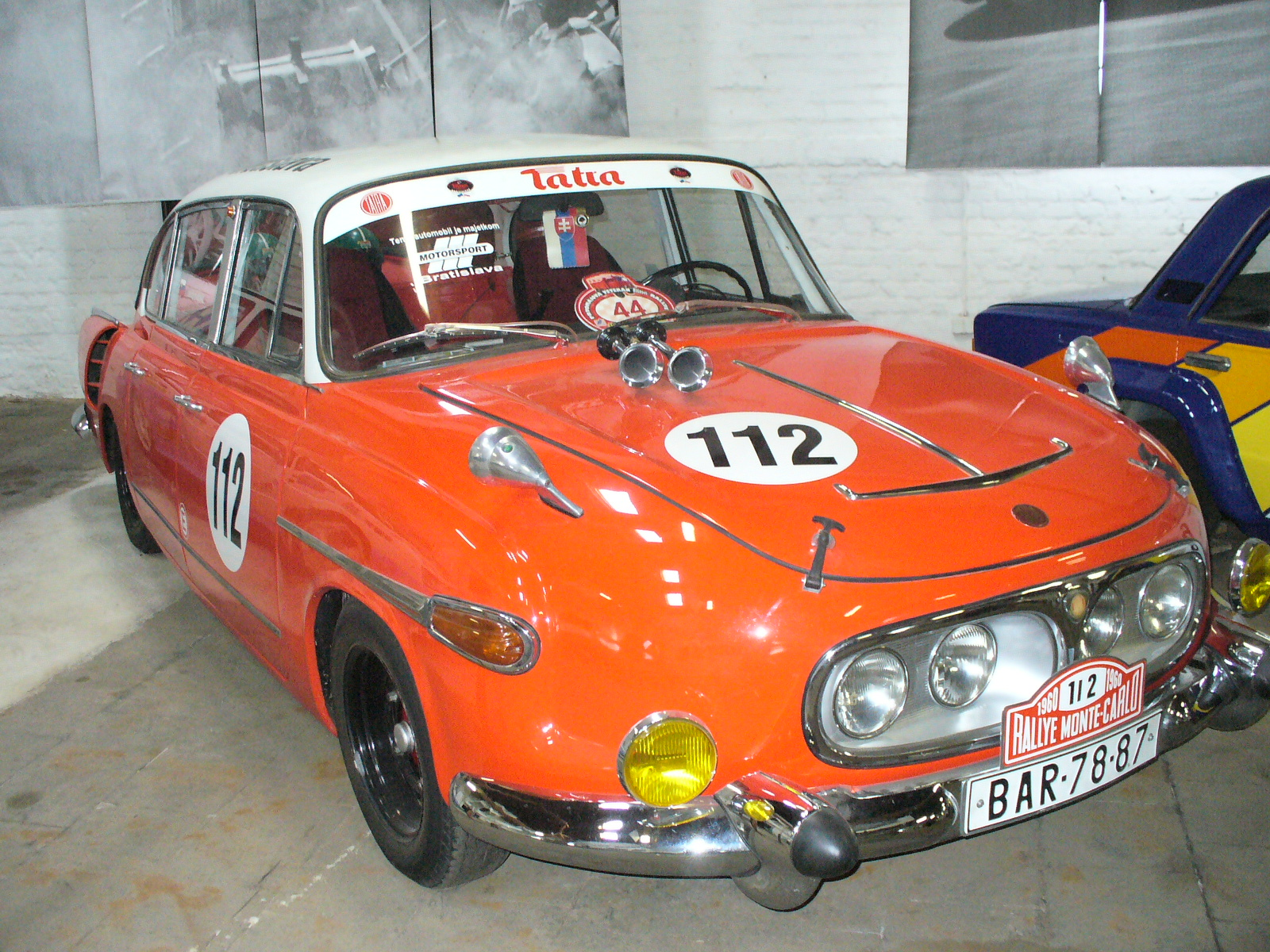
Um 603 no Rali de Monte Carlo em 1960
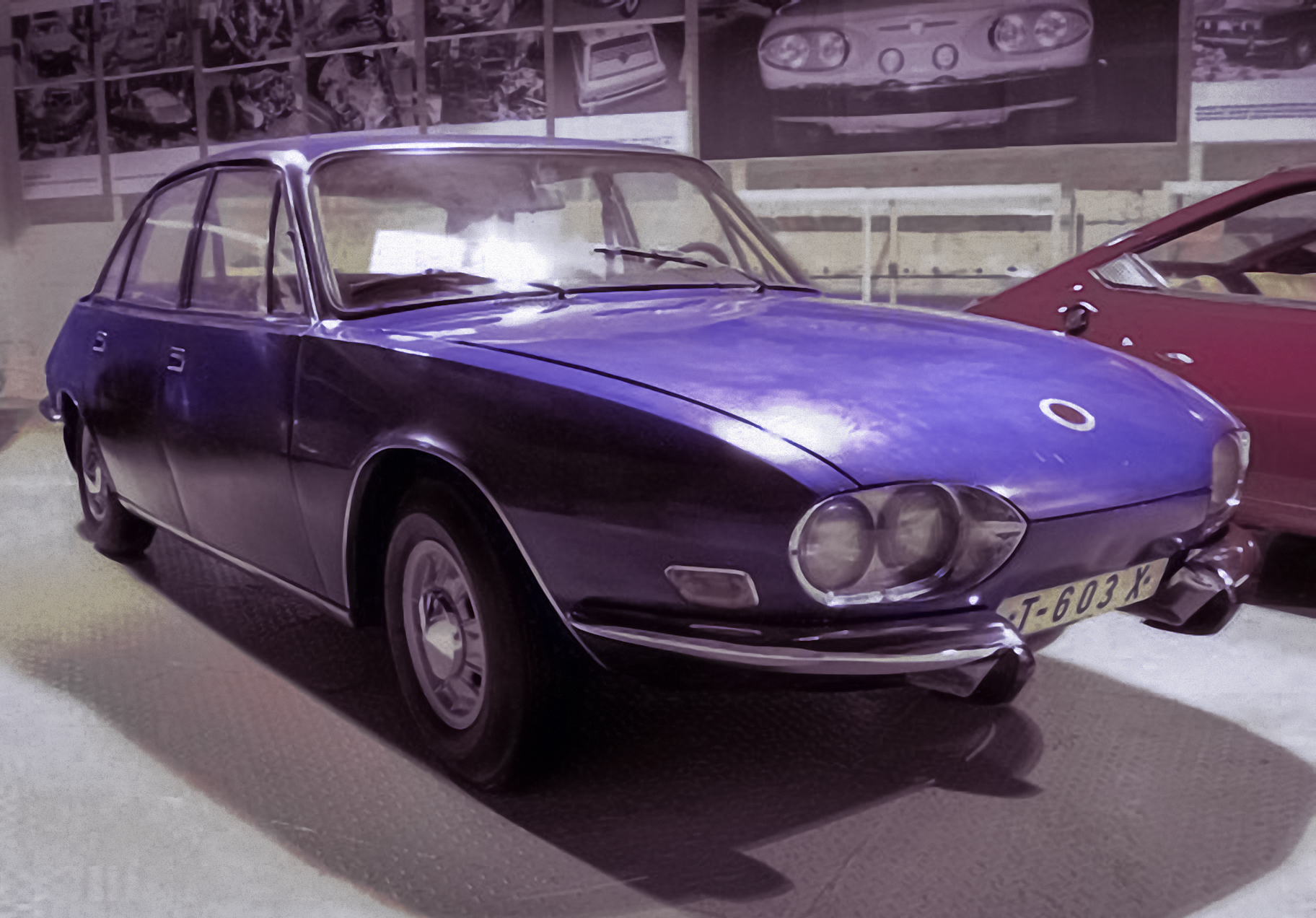
Tatra 603X (protótipo)
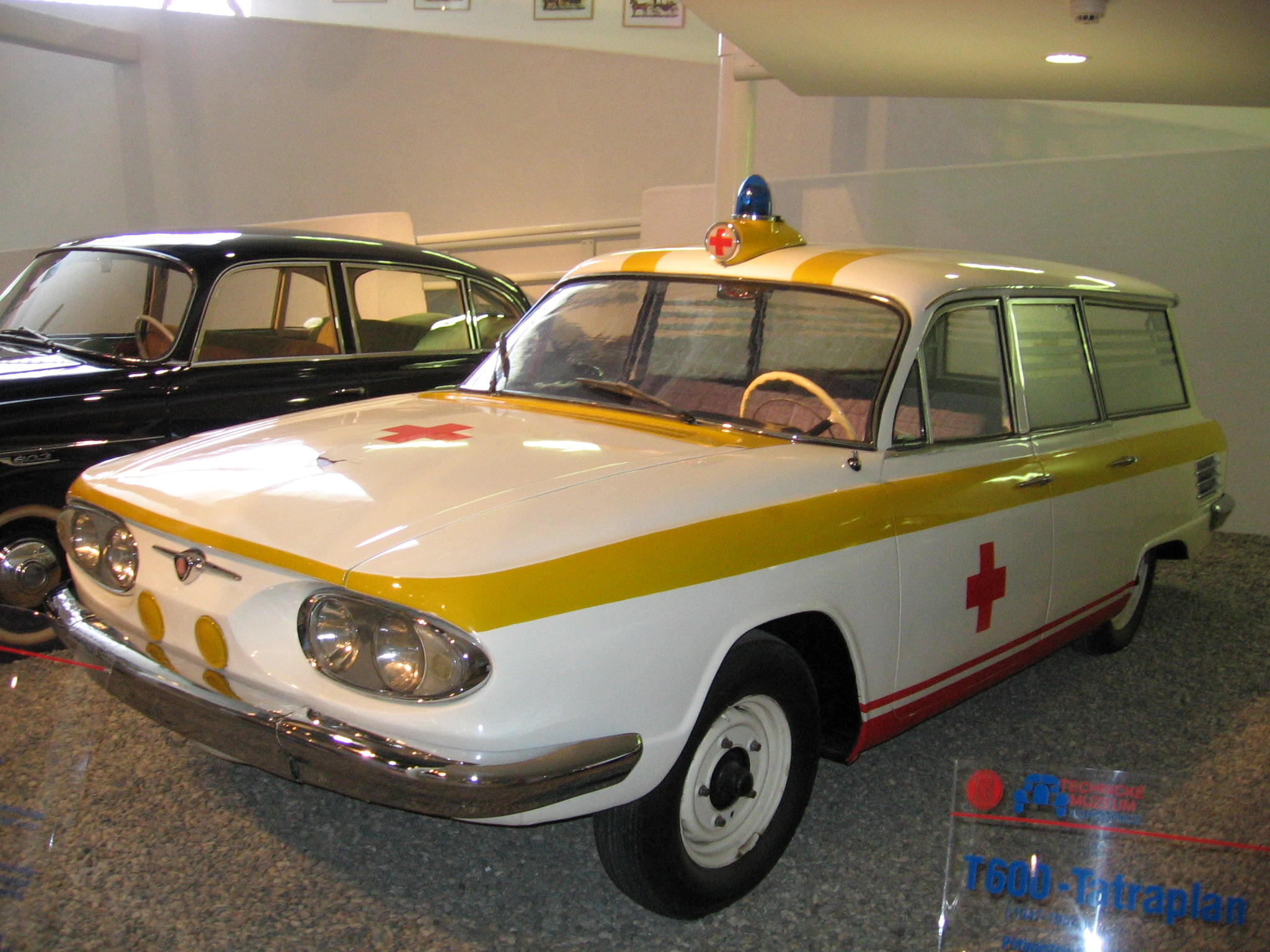
Tatra 603A (ambulância)